# سیندی کلاسن
سیندی کلاسن (انگلیسی: Cindy Klassen؛ زادهٔ ۱۲ اوت ۱۹۷۹) اسکیت‌باز سرعت اهل کانادا است.